# Сайръл Риджис
Сайръл Риджис (на английски: Cyrille Regis; 9 февруари 1958 г. – 14 януари 2018 г.) е английски футболист, играл като нападател. Професионалната му кариера трае 19 години, в които играе в 614 мача и вкарва в тях 158 гола в националните шампионати, по-голямата част от които за Уест Бромич Албиън и Ковънтри Сити. Играе и в пет срещи на Англия. Той влиза в историята и като едва третия тъмнокож национал на Англия.

## Ранни години
Риджис се ражда на 9 февруари 1958 година в Марипасула, Френска Гвиана. Баща му, Робърт Риджис, е работник родом от държавата Сейнт Лусия, а майката, Матилда Риджис – шивачка. Баща му се мести във Великобритания през 1962 году и след година взема и семейството си. Отначало семейството живее в района на Портобело Роуд в Лондон, а след това се мести в Стоунбридж. По-младият брат на Сайръл, Дейвид Риджис, също става футболист.
Бъдещият римо-католик, учи в началното училище Кенсъл Райз, а по-късно – в средното училище на кардинал Хинсли в Харлсдън. Там Риджис се занимава с лека атлетика, игре крикет и футбол, канят го да играе във футболния момчешки отбор от Брент. Канят го и на проби в „Челси“, но не успява да се възползва от тази възможност заради травма на сухожилието под коляното. Риджис започва да играе в неделната футболна лига за „Райдър Брент Вали“. След това преминава в „Оксфорд енд Килбърн Бойс“, и отново се завръща в „Райдър“.
Началото на кариерата му е трудно, защото често е жертва на расистки обиди. Следващата стъпка след училище е да вземе диплома като електротехник, но също получава и диплома City&Guilds. До началото на професионалната си футболна кариера той се занимава с търговия.

## Клубна кариера

### Любителски отбори
През сезон 1975/76 Риджис преминава в клуб от Атинската лига „Молзи“, за който вкарва около 25 гола. След това постъпва предложение да премине в „Боръм Ууд“, но трансферът не става, тъй като треньорът на „Молзи“ Джон Съливан не желае да пусне играча, който е имал действащ договор. Впоследствие Риджис, че е още млад за професионален договор, и се маха от „Молзи“. На 7 юли 1976 година се присъединява към полупрофесионалния „Хейс“ от Истмиън лига. Там бързо прави впечатление със скоростта и техниката си. Риджис вкарва 24 гола през 1976/77. На мачовете на тима започват да идват куп скаути и в крайна сметка най-бързо действат от „Уест Бромич Албиън“, който го привлича през лятото на 1977 година. Според легендата скаутът на „дроздовете“ Рони Алън плаща от собствения си джобчаст от трансфера, защото е бил напълно убеден в качествата на Риджис за разлика от мениджъра Джони Джайлс.

### „Уест Бромич Албиън“
Малко след преминаването на Риджис в „Уест Бромич“ Рони Алън поема ръководството на „Уест Бромич“, след оставката на Джайлс и това трасира пътя на Риджис към първия тим. Риджис отбелязва още в дебютия си мач за „Уест Бромич“ срещу „Шефилд Уензди“ в рамките на Централната лига. На 31 август 1977 изиграва и первия си мач за основния отбор в Купата на Лигата срещу „Родъръм Юнайтед“, Риджис прави дубъл и помага на отбора си да поеди с резултат 4:0. След три дни дебютира и в висшата лига в мача с „Мидълзбро“, а отборът му бие с 2:1. В тази среща той отново вкарва след като прави рейд от центъра на игрището до наказателното поле. Дейвид Милс от „Мидълзбро“, който по-късно се присъединява към Риджис в „Уест Бромич“, нарича този гол „чисто великолепен гол“.
В края на декември Рони Алън подава оставка, за да застане начело на Саудитска Арабия, а капитанът на клуба, Джон Уайл, става треньор. През януари 1978 година Риджис вкарва в първия си мач за купата на Англия и помага на отбора си да победи „Блякпул“ с резултат 4:1. Няколко дни след това клубът назначава нов треньор, Рон Аткинсън. Скоро на поста застава Рон Аткинсън, който прави от Сайръл истинска звезда.
Риджис играе с други двама чернокожи играчи, Лори Кънингам и Брендън Батсън. Започват да ги наричат „Трите степени“ – по името на женското вокално трио The Three Degrees. Те стават първото изцяло тъмнокожо нападение, което е прецедент за времето си. На 30 декември 1978 година „Уест Бромич“ побеждава с 5:3 „Манчестър Юнайтед“, на него Риджис оформя окончателния резултат. През 1978 година Риджис е бил признант за най-добър млад играч на годината. А в сезон 1981/82 получава премия от BBC за „Гол на сезона“, отбелязан след силен далечен удар в мач за купата на Англия срещу „Норич Сити“.
През 1979 Риджис играе прощална си мач за „Уест Бромич“ Лена Кантело, в него отборът на белите играе против отборът на черните, в който черните побеждават 3:2.
По време на пребиваването си в „Уест Бромич“ вкарва 112 гола в 301 мача във всички турнири, но така и не успява да спечели нито един престижен трофей. През 1978 „Уест Бромич“ губи от „Ипсуич Таун“ в полуфинала за купата на Англия, четири години по-късно на същия етап губят от „Куинс Парк Рейнджърс“. Губи и финала в Купата на Лигата от „Тотнъм Хотспър“ през 1982 година. „Уест Бромич“ заема трето място в Перва дивизия през 1979 година и четвърто през 1981 година. „Големия Рон“ напуска в посока Манчестър Юнайтед през 1981 година.

### „Ковънтри Сити“
През 1984 година Риджис преминава в „Ковънтри Сити“ за 250 000 фунта и играе за него в седем сезона. За това време играе с такива футболисти, като Дейвид Бенет, Дейвид Спиди, Кит Хоухън и Тери Гибсън, с последните двама Риджис прави супер атакуващ екип. Той вкарва първия в историята на отбора победен гол във висшата лига, срещу „Астън Вила“ (2:1). В средата на 1980-те години клубът се бори за запазване на мястото си във висшата лига. Въпреки това, през 1985 „Ковънтри“ побеждава бъдещия шампион „Евертън“ с 4:1. През сезон 1986/87 под ръководството на Джордж Къртис и Джон Силет клубът финишира в средата на турнирната таблица, заемащ десето място. Въпреки трудните мигове, Риджис дочаква своя звезден сезон – 1987. Той става най-добрия от времето на разцвета му в „Уест Бромич“. Той бива признат за играч на годината на „Ковънтри Сити“. Отборът започва да използва грамотно своите силни страни, по-често играе по крилото чрез Бенет, а не чрез длинные балонни дълги подавания напред, както при предишните треньори.
„Небесносините“ печелят сензационно Купата на Англия, а Риджис и Хоухен дават своя значителен принос за купата на Англия през 1987 година. Риджис вкарва един от най-красивите си голове за „Ковънтри“ в четвъртфинала във вратата на „Шефилд Уензди“; заедно с Дейвид Бенет преминава защитата и вкарва близо до тялото на вратаря Мартин Ходж. „Ковънтри“ печели с 3:1. Освен това, Риджис вкарва и удома в третия кръг срещу „Болтън Уондърърс“ и отбелязва и на „Тотнъм“ във финала на „Уембли“, но голът не е признат. В решаващия мач „Ковънтри“ побеждава с резултат 3:2 след продължения. По това време в „Тотнъм“ играят такива играчи като Глен Ходъл, Крис Уодъл, Рей Клемънс, Клайв Алън и Ози Ардилес.
През октомври 1987 Риджис получава покана за националния тим на Англия за своя последен мач срещу Турция. В същото време след 1987 година ниската му резултатност дава храна на критиците, но головете му за „Ковънтри“ се разпределят равномерно между Риджис и другите четирима нападатели на клуба. Въпреки че Риджис вкарва по-малко от периода си в „Уест Бромич“, той се ползва с популярност сред запалянковците. В същото това време само Дион Дъблин го превъзхожда в головете. Риджис става първия играч на „небесносините“, който вкарва победния гол срещу „Ливърпул“ в началото на 1989 година, като този гол остава и единствения в този мач. След напускането на Джон Силет през ноември 1990 година новия треньор Тери Бътчър прави промени в отбора през 1990 – 1991 години, в резултат на което Риджис преминава в „Астън Вила“. За „Ковънтри Сити“ изиграва 274 мача, в които вкарва 62 гола, а така също получава медал като победител в купата на Англия, а най-доброто представяе в Купата на Лигата е полуфинала от 1990 година, където отбора отстъпва на „Нотингам Форест“.

### „Астън Вила“
После напускането си от „Ковънтри“ през 1991 година Риджис в статуса си на свободен агент преминава в „Астън Вила“, където играе под ръководството на бившия си треньор в „Уест Бромич“
Рон Аткинсън. В нападението той сформирова впечатляващ дует с Дейлиън Аткинсън. Той е един от шестте играчи на „Вила“, дебютирали за клуба в деня на откриването на сезона, а отбора му побеждава с 3:2 „Шефилд Уензди“, а Риджис вкарва гол. Завършва сезона с 11 гола, и разделя титлата за най-добър голмайстор на отбора с Дуайт Йорк. Все пак възрастта си казва думата и той остава на Вила Парк само 2 години, и през сезон 1992/93 мястото му полека се заема от новия в отбора Дин Сондърс.

### „Уулвърхямптън Уондърърс“
Риджис преминава в друг клуб от Уест-Мидлъндс, „Уулвърхямптън Уондърърс“, където го кани треньора Греъм Търнър. На Реджис му се налага да се конкурира за място в отбора със Стив Бул и Дейвид Кели, в края на краищата Риджис само осем пъти успява да е в стартовия състав. Играе в клуба само един сезон, в който играе в 22 срещи и вкарва два гола. Търнър заменя бившия треньор на националния отбор на Англия Греъм Тейлър, който почва промяна в отбора.

### Късна кариера
През август 1994 година подписва договор с „Уикъмб Уондърърс“ от Втора дивизия. Сформира атакуващ тандем със Саймън Гарнър, той вкарва десет гола за сезона. След един сезон, сменя клуба, но този път преминава в Честър Сити. Въпреки че е много популярен сред феновете на „Честър“, през февруари 1996 играе последния си мач на възраст 38 години, като отбора му бие с 2:1 Донкястър Роувърс. Обявява края на футболната си кариера през октомври 1996 година, след като не успява да се възстанови напълно от получената в последния мач с „Честър“ травма.

## Смърт
Обявяват за смъртта му на 15 януари 2018 годинаа; на 59 години, оставя вдовица втората си жена Джулия. Двойката има и две деца (Робърт и Мишел) и три внука (Джейд, Рене и Райли). Неговата смърт става в резултат на сърдечен пристъп, който футболистът получава в неделя през нощта.

## Успехи
Ковънтри Сити
- Купа на Англия
  -  Носител (1): 1987
- Зала на славата Ковънтри Сити[22]